# Queima da Biblioteca Pública de Jafanapatão
A queima da Biblioteca Pública de Jafanapatão (em tâmil:  யாழ் பொது நூலகம் எரிப்பு, Yāḻ potu nūlakam erippu; cingalês: යාපනය මහජන පුස්තකාලය ගිනිබත් කිරීම, yāpanaya mahajana pustakālaya ginibat kirīma) ocorreu na noite de 1 de junho de 1981, quando uma multidão organizada de indivíduos cingaleses incitaram um tumulto.  Foi um dos exemplos mais violentos de biblioclasma étnica do século XX. Na época de sua destruição, a biblioteca era uma das maiores da Ásia, contendo mais de 97.000 livros e manuscritos.

## Contexto
A biblioteca da cidade de Jafanapatão foi construída em várias etapas a partir de 1933, começando como uma coleção particular. Logo, com a ajuda principalmente de cidadãos locais, tornou-se uma biblioteca completa. A biblioteca também se tornou um repositório de material de arquivo escrito em manuscritos de folhas de palmeira, cópias originais de documentos históricos regionalmente importantes na política do Sri Lanka e jornais que foram publicados há centenas de anos na península de Jafanapatão. Tornou-se assim um local de importância histórica e simbólica para todos os cingaleses.
Eventualmente, a primeira grande ala da biblioteca foi aberta em 1959 pelo então prefeito da cidade, Alfred Duraiappah. O arquiteto do edifício de estilo indo-sarraceno foi S. Narasimhan de Madras, Índia. O proeminente bibliotecário indiano S. R. Ranganathan atuou como consultor para garantir que a biblioteca fosse construída de acordo com os padrões internacionais. A biblioteca tornou-se o orgulho da população local, pois até pesquisadores da Índia e de outros países começaram a usá-la para fins de pesquisa.

## O motim e a queima

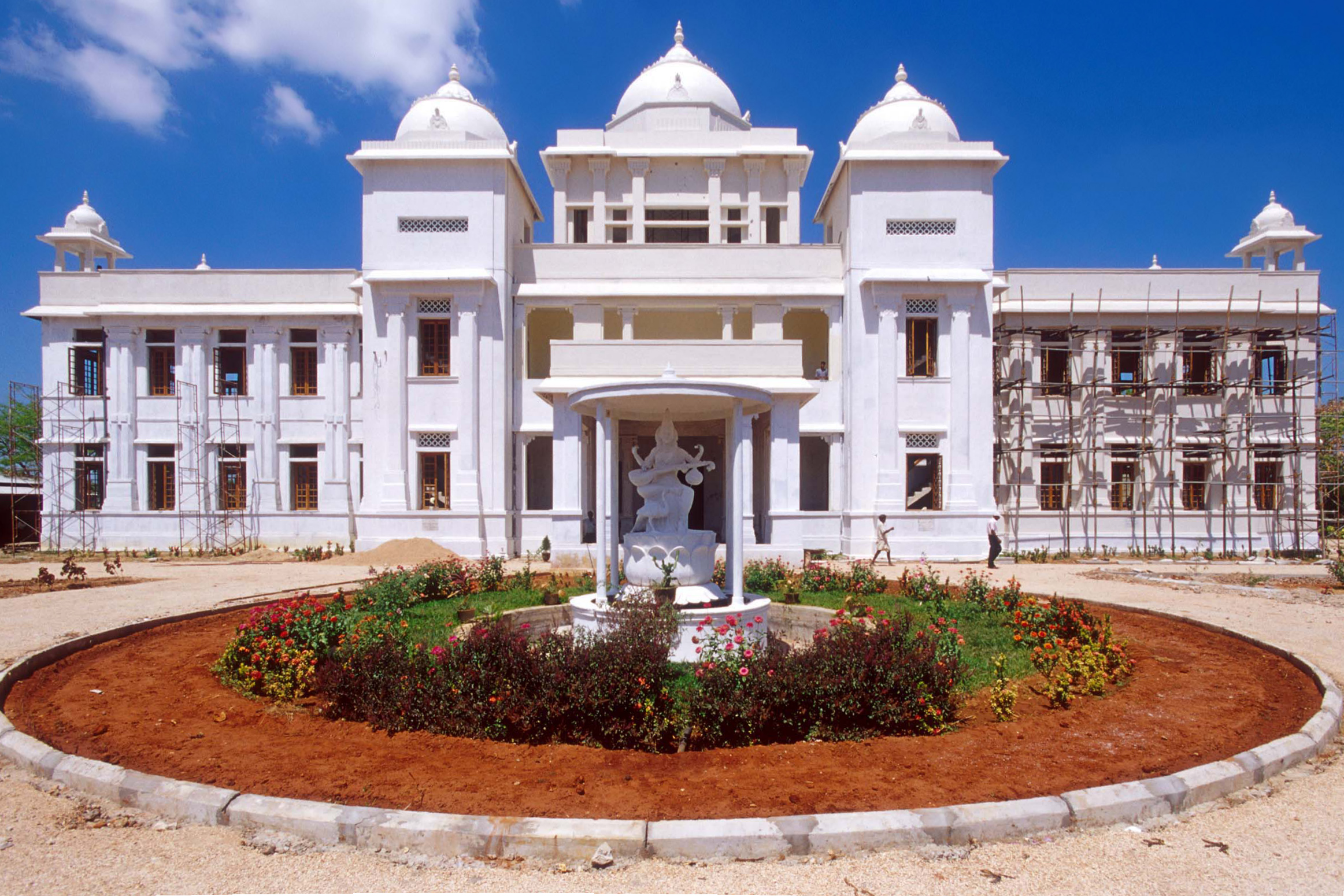
A Biblioteca Pública de Jaffna, reconstruída após um incêndio. A ala queimada da antiga biblioteca foi preservada. Em frente à biblioteca está uma estátua da Deusa Saraswati, a deusa hindu do conhecimento.

No domingo, 31 de maio de 1981, a Frente Unida de Libertação Tamil (TULF), um partido democrático regionalmente popular, realizou um comício no qual três policiais cingaleses foram baleados e dois mortos.
Naquela noite, a polícia e os paramilitares iniciaram um pogrom que durou três dias. A sede do partido TULF foi destruída. A residência do deputado V. Yogeswaran também foi destruída.
Quatro pessoas foram retiradas de suas casas e mortas aleatoriamente. Muitos estabelecimentos comerciais e um templo hindu local também foram deliberadamente destruídos.
Na noite de 1 de junho, de acordo com muitas testemunhas oculares, a polícia e as milícias patrocinadas pelo governo incendiaram a biblioteca e a destruíram completamente.  Mais de 97.000 volumes de livros, juntamente com numerosos manuscritos culturalmente importantes e insubstituíveis, foram destruídos. Entre os itens destruídos estavam pergaminhos de valor histórico e as obras e manuscritos do filósofo, artista e autor Ananda Coomaraswamy e do proeminente intelectual Prof. Dr. Isaac Thambiah. Os artigos destruídos incluíam memórias e obras de escritores e dramaturgos que deram uma contribuição significativa para o sustento da cultura tâmil e de médicos e políticos de renome local.
O escritório do Eelanaadu, um jornal local, também foi destruído. Estátuas de figuras culturais e religiosas tâmeis foram destruídas ou desfiguradas.
Nancy Murray escreveu em um artigo de jornal em 1984 que vários oficiais de segurança de alto escalão e dois ministros do gabinete estavam presentes na cidade de Jafanapatão, quando homens de segurança uniformizados e à paisana realizaram atos organizados de destruição. Após 20 anos, o jornal estatal Daily News, em um editorial em 2001, denominou o evento de 1981 como um ato de "esquadrões de capangas soltos pelo então governo".

## Reação
Dois ministros, que viram a destruição de propriedades governamentais e privadas da varanda do Jaffna Rest House (um hotel de propriedade do governo), alegaram que o incidente foi

um evento infeliz, onde poucos policiais ficaram bêbados e saíram em uma farra de saques por conta própria
Os jornais nacionais não noticiaram o incidente. Em debates parlamentares subsequentes, alguns membros da maioria cingalesa disseram a políticos minoritários tâmeis que, se os tâmeis estivessem insatisfeitos no Sri Lanka, deveriam partir para sua “pátria” na Índia. Uma citação direta de um membro do Partido Nacional Unido é

Se há discriminação nesta terra que não é sua terra natal (tâmil), então por que tentar ficar aqui. Por que não voltar para casa (Índia) onde não haveria discriminação. Lá estão seus kovis e deuses. Lá vocês têm sua cultura, educação, universidades, etc. Lá vocês são mestres de seus próprios destinos
- Sr. WJM Lokubandara, Parlamentar do Sri Lanka, julho de 1981.
De toda a destruição na cidade, foi a destruição da Biblioteca Pública que foi o incidente que pareceu causar mais angústia ao povo. Vinte anos depois, o prefeito Nadarajah Raviraj ainda sofria com a lembrança das chamas que viu quando estudante universitário.
Para os tâmeis, a biblioteca devastada tornou-se um símbolo de "violência física e imaginativa". O ataque foi visto como um ataque às suas aspirações, ao valor do aprendizado e às tradições de desempenho acadêmico. O ataque também se tornou o ponto de encontro para os rebeldes tâmeis promoverem à população tâmil a ideia de que sua raça foi alvo de aniquilação.

### Presidente Ranasinghe Premadasa
Em 1991, o então presidente do Sri Lanka Ranasinghe Premadasa proclamou publicamente que

Durante as eleições do Conselho de Desenvolvimento Distrital em 1981, alguns dos membros do nosso partido levaram muitas pessoas de outras partes do país para o Norte, criaram estragos e perturbaram a condução das eleições no Norte. É este mesmo grupo de pessoas que está causando problemas agora também. Se você deseja descobrir quem queimou a inestimável coleção de livros da Biblioteca de Jafanapatão, basta olhar para os rostos daqueles que se opõem a nós.
Ele estava acusando seus oponentes políticos dentro de seu partido UNP, Lalith Athulathmudali e Gamini Dissanayake, que tinham acabado de apresentar uma moção de impeachment contra ele, como diretamente envolvidos no incêndio da biblioteca em 1981.

### Presidente Mahinda Rajapakse
Em 2006, o presidente do Sri Lanka Mahinda Rajapakse foi citado como tendo dito:

O UNP é responsável por tumultos e massacres em massa contra os tâmeis em 1983, fraude eleitoral nas eleições do Conselho de Desenvolvimento do Norte e [o] incêndio da biblioteca de Jafanapatão
Ele também foi citado como tendo dito em referência a um proeminente poeta tâmil local, lembrando ao público que

Queimar a Biblioteca sagrada para o povo de Jafanapatão foi semelhante a abater o Senhor Buda
Ele concluiu nesse discurso que, como efeito cumulativo de todas essas atrocidades, a voz pacífica dos tâmeis agora se afoga no eco da arma; referindo-se ao terrorismo do LTTE.

### Primeiro-ministro Ranil Wickremesinghe
Em 2016, o primeiro-ministro Ranil Wickremesinghe como líder do Partido Nacional Unido pediu desculpas pelo incêndio da Biblioteca que aconteceu durante um governo da UNP. Ele foi interrompido pelos gritos dos deputados da Oposição Conjunta pelos quais ele reivindicou:

Estamos dando empregos para as pessoas. Estamos abrindo indústrias. Quando o presidente Maithripala Sirisena comemorar seu segundo aniversário de posse, teremos concluído uma enorme quantidade de trabalho de desenvolvimento no Norte. A Biblioteca de Jafanapatão foi incendiada durante o nosso governo. Lamentamos. Pedimos desculpas por isso. Você também se desculpa pelos erros que cometeu?

## Investigação do governo
De acordo com Orville H. Schell, presidente do Comitê de Vigilância das Américas e chefe da missão de apuração de fatos da Anistia Internacional em 1982 no Sri Lanka, o governo do UNP na época não instituiu uma investigação independente para estabelecer a responsabilidade por esses assassinatos em maio. e junho de 1981 e tomar medidas contra os responsáveis. Ninguém foi indiciado pelos crimes ainda.

## Reabertura

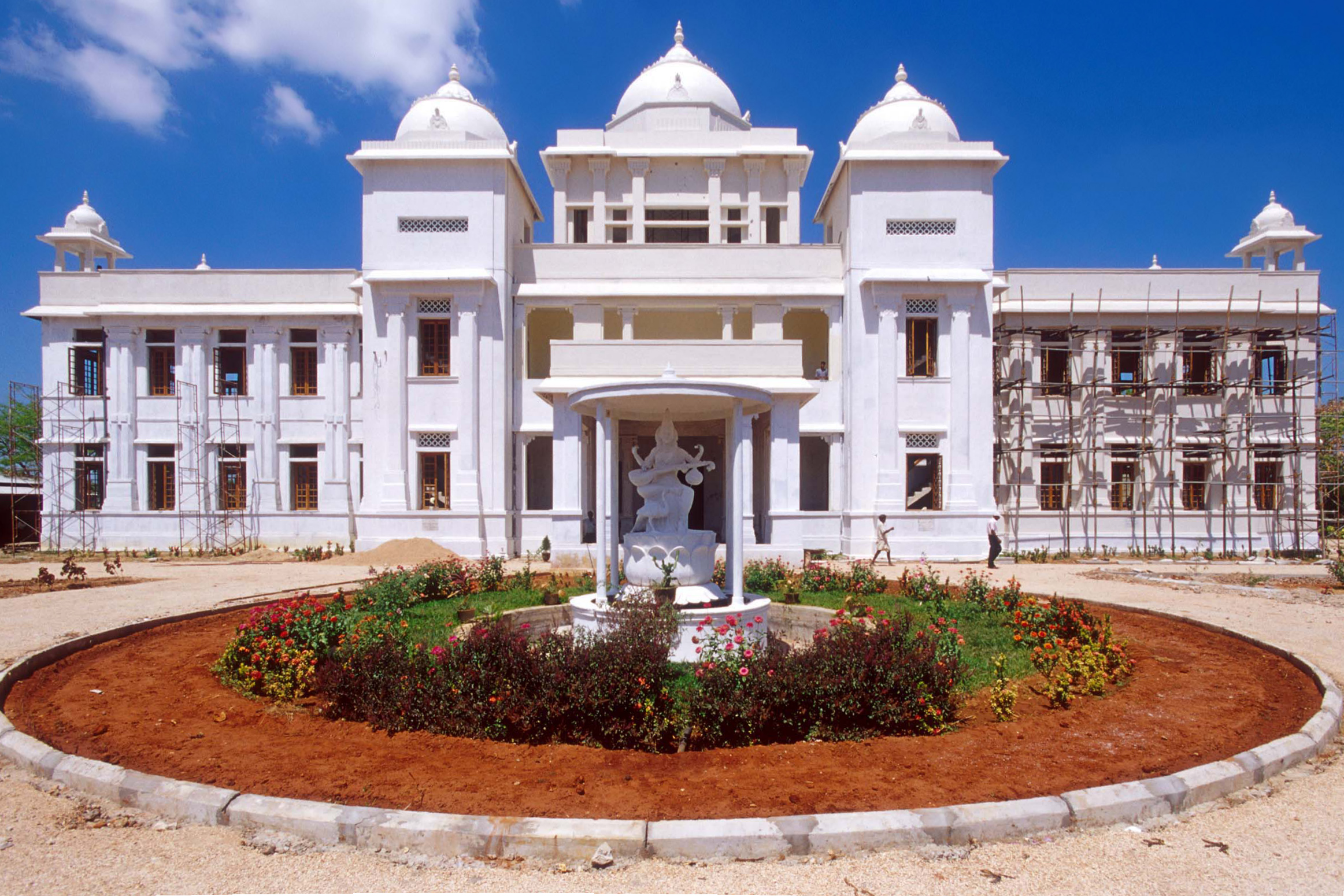
A biblioteca sendo reconstruída, coma ala direita ainda parcialmente queimada. Na frente está uma estátua de Sarasvati, a deusa hindu do aprendizado.

Em 1982, um ano após a destruição inicial, a comunidade patrocinou a Semana da Biblioteca Pública de Jafanapatão e coletou milhares de livros. Reparos em partes do edifício estavam em andamento quando o conflito civil induzido pelo pogrom de Julho Negro começou em 1983. Em 1984, a biblioteca foi totalmente renovada; no entanto, a biblioteca foi danificada por balas e bombas. As forças militares estavam estacionadas no Forte de Jafanapatão e os rebeldes se posicionaram dentro da biblioteca criando uma terra de ninguém à medida que os combates se intensificavam. Em 1985, após um ataque a uma delegacia de polícia próxima por rebeldes tâmeis, soldados entraram no prédio parcialmente restaurado e detonaram bombas que destruíram milhares de livros mais uma vez. A biblioteca estava abandonada com suas paredes cravejadas de balas, enegrecidas com a fumaça dos livros queimados.
Como um esforço para reconquistar a confiança do povo tâmil e também para apaziguar a opinião internacional, em 1998, sob a presidência de Chandrika Kumaratunga, o governo iniciou o processo de reconstrução com contribuições de todos os cingaleses e governos estrangeiros. Aproximadamente US$1 milhão foram gastos e mais de 25.000 livros foram arrecadados. Em 2001, o edifício de substituição estava completo, mas a reabertura da biblioteca reconstruída em 2003 foi contestada pelo LTTE . Isso levou todos os 21 membros do conselho municipal da cidade, liderados pelo prefeito Sellan Kandian, a apresentar sua renúncia como protesto contra a pressão exercida sobre eles para adiar a reabertura. Eventualmente, a biblioteca foi aberta ao público.